# Heterotrofie

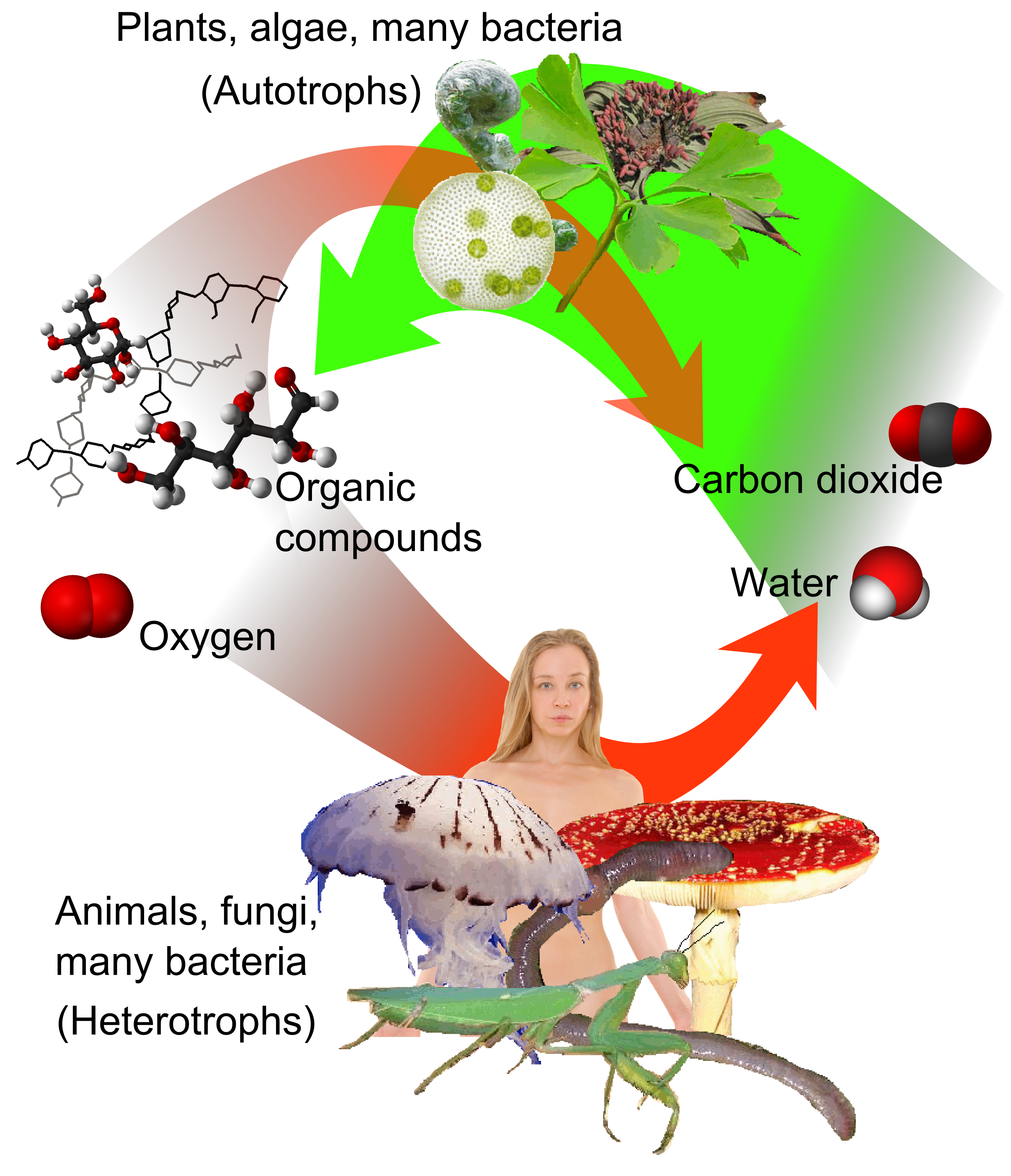
Cyklus výživy mezi autotrofy a heterotrofy

Heterotrofie (z řeckého heterone - jiný a trophe - výživa) je způsob získávání uhlíku pro tvorbu vlastních uhlíkatých skeletů organických látek u heterotrofních organismů (konzumentů, spotřebitelů). Heterotrofní organismy nedokáží na rozdíl od autotrofních tyto skelety syntetizovat z anorganických látek, a proto je získávají z jiné organické hmoty. V potravinovém řetězci jsou heterotrofní organismy primárními, sekundárními a terciárními spotřebiteli, nikoli však výrobci.
Mezi heterotrofní organismy patří živočichové, houby, nezelené rostliny a řada mikroorganismů. Často se pojí s chemotrofií, tedy získáváním energie rozkladem organické hmoty vytvořené jinými organismy. Některé organismy kombinují autotrofii i heterotrofii (například masožravé rostliny), takové organismy nazýváme mixotrofní.
Konzumenti (spotřebitelé) se dělí na primární (býložravci), sekundární (všežravci a masožravci) a konzumenty vyšších řádů.
Heterotrofy představují jeden ze dvou mechanismů výživy (trofické úrovně), druhým jsou autotrofy (z řeckého auto - vlastní, trophe - výživa). Autotrofy jsou naprosto nezbytné pro heterotrofy, tedy pro většinu ostatních živých organismů na Zemi. Jsou na nich závislí býložravci a následně i masožravci. Ti všichni nedokáží přeměnit anorganické látky na organické.
Některé organismy kombinují heterotrofní a autotrofní výživu (například masožravé rostliny), ty pak označujeme za mixotrofní.

## Typy heterotrofů
Heterotrofní organismy lze rozdělit podle jejich zdroje energie:
- Fotoheterotrofy používají energii světelného záření (například zelené bakterie bez síry).
- Chemoheterotrofy používají chemickou energii (například lidé, živočichové a houby).

Heterotrofní organismy lze dále rozdělit podle zdroje uhlíku:
- Organotrofy využívají uhlík z organických sloučenin, z rostlin a zvířat - sacharidy, tuky a bílkoviny.
- Lithoheterotrofy využívají uhlík z anorganických sloučenin, z neživé přírody  - amonium, dusitany nebo síra.

## Trofické skupiny
Heterotrofní a autotrofní organismy se dělí do trofických skupin:
| Trofické skupiny                                                                              | Trofické skupiny             | Trofické skupiny        | Trofické skupiny      |
| Zdroj energie                                                                                 | Zdroj redukčních ekvivalentů | Zdroj uhlíku            | Název                 |
| --------------------------------------------------------------------------------------------- | ---------------------------- | ----------------------- | --------------------- |
| Světlo Foto-                                                                                  | Organický -organo-           | Organický -heterotrof   | fotoorganoheterotrof  |
| Světlo Foto-                                                                                  | Organický -organo-           | Oxid uhličitý -autotrof | fotoorganoautotrof    |
| Světlo Foto-                                                                                  | Anorganický -litho-          | Organický -heterotrof   | fotolithoheterotrof   |
| Světlo Foto-                                                                                  | Anorganický -litho-          | Oxid uhličitý -autotrof | fotolithoautotrof     |
| Chemické sloučeniny Chemo-                                                                    | Organický -organo-           | Organický -heterotrof   | Chemoorganoheterotrof |
| Chemické sloučeniny Chemo-                                                                    | Organický -organo-           | Oxid uhličitý -autotrof | Chemoorganoautotrof   |
| Chemické sloučeniny Chemo-                                                                    | Anorganický -litho-          | Organický -heterotrof   | Chemolithoheterotrof  |
| Chemické sloučeniny Chemo-                                                                    | Anorganický -litho-          | Oxid uhličitý -autotrof | Chemolithoautotrof    |
| Způsob získávání energie u organismů                                                          |                              |                         |                       |
| autotrofie • heterotrofie • mixotrofie • fototrofie • chemotrofie • litotrofie • organotrofie |                              |                         |                       |

## Heterotrofy a autotrofy
Bez autotrofů, organismů schopných produkovat organické látky z anorganických, by na Zemi nebylo života. Autotrofy jsou producenty energie a kyslíku a ostatní živé organismy bez nich nemohou žít. Autotrofy odebírají z prostředí oxid uhličitý, vodu a sluneční záření. A přeměňují je na sacharidy a kyslík. Tento mechanismus se také nazývá primární výroba.
Heterotrofy jsou závislí na autotrofech. Dělíme je na býložravce, masožravce a všežravce. Býložravci se živí přímo rostlinami a získávají energii rozkládáním sacharidů nebo oxidací organických molekul (sacharidů, tuků a bílkovin), které rostliny vyrobily. Masožravci jsou závislí na autotrofech nepřímo, neboť živiny získávají z býložravců nebo ostatních masožravců. Všežravci konzumují rostliny i živočichy.
Heterotrofy jsou schopny využít veškerou energii, kterou získávají z potravy pro růst a reprodukci, na rozdíl od autotrofů, kteří musí využít část své energie pro fixaci uhlíku do uhlíkatých skeletů.
Heterotrofy i autotrofy jsou obvykle závislé na metabolických aktivitách jiných organismů kvůli dalším živinám a prvkům (dusík, fosfor, síra a další).